# Aree naturali protette delle Filippine

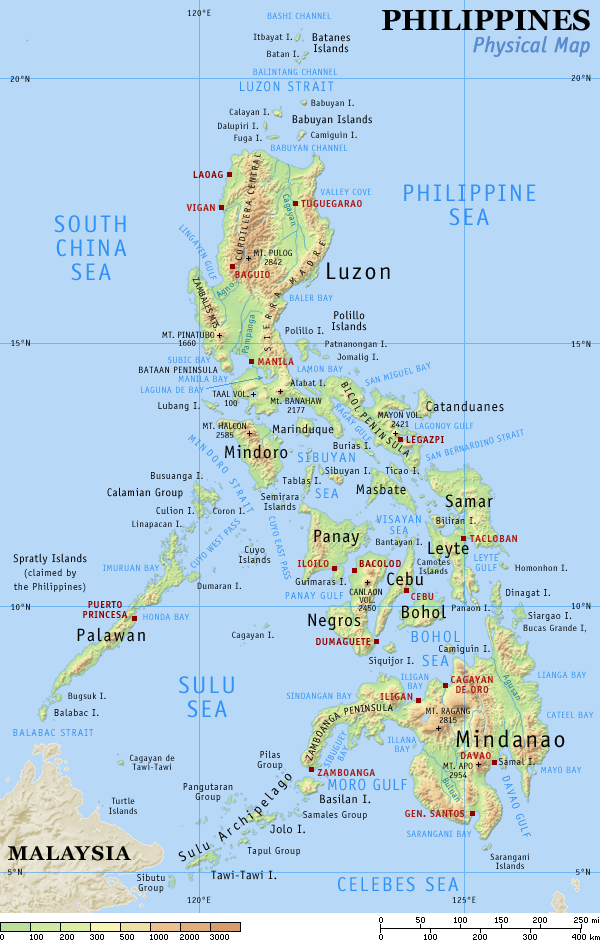

La rete delle aree naturali protette delle Filippine comprende 240 aree protette che coprono una superficie totale di 35.700 km², pari all'11.9% del territorio dell'arcipelago.
Le aree protette sono gestite dal Department of Environment and Natural Resources, e classificate in base al National Integrated Protected Areas System Act del 1992 (NIPAS Act) firmato dall'allora presidente Cory Aquino con cui sono state ridefinite caratteristiche e tipologie delle aree come da elenco che segue. Alcune di queste aree sono state inserite tra i Patrimoni dell'umanità dell'UNESCO e sono evidenziate in azzurro nell'elenco che segue.

## Parchi nazionali
La rete dei parchi nazionali, istituita nel 1932 con il National Parks Act (Act No. 3195), conta 35 parchi.

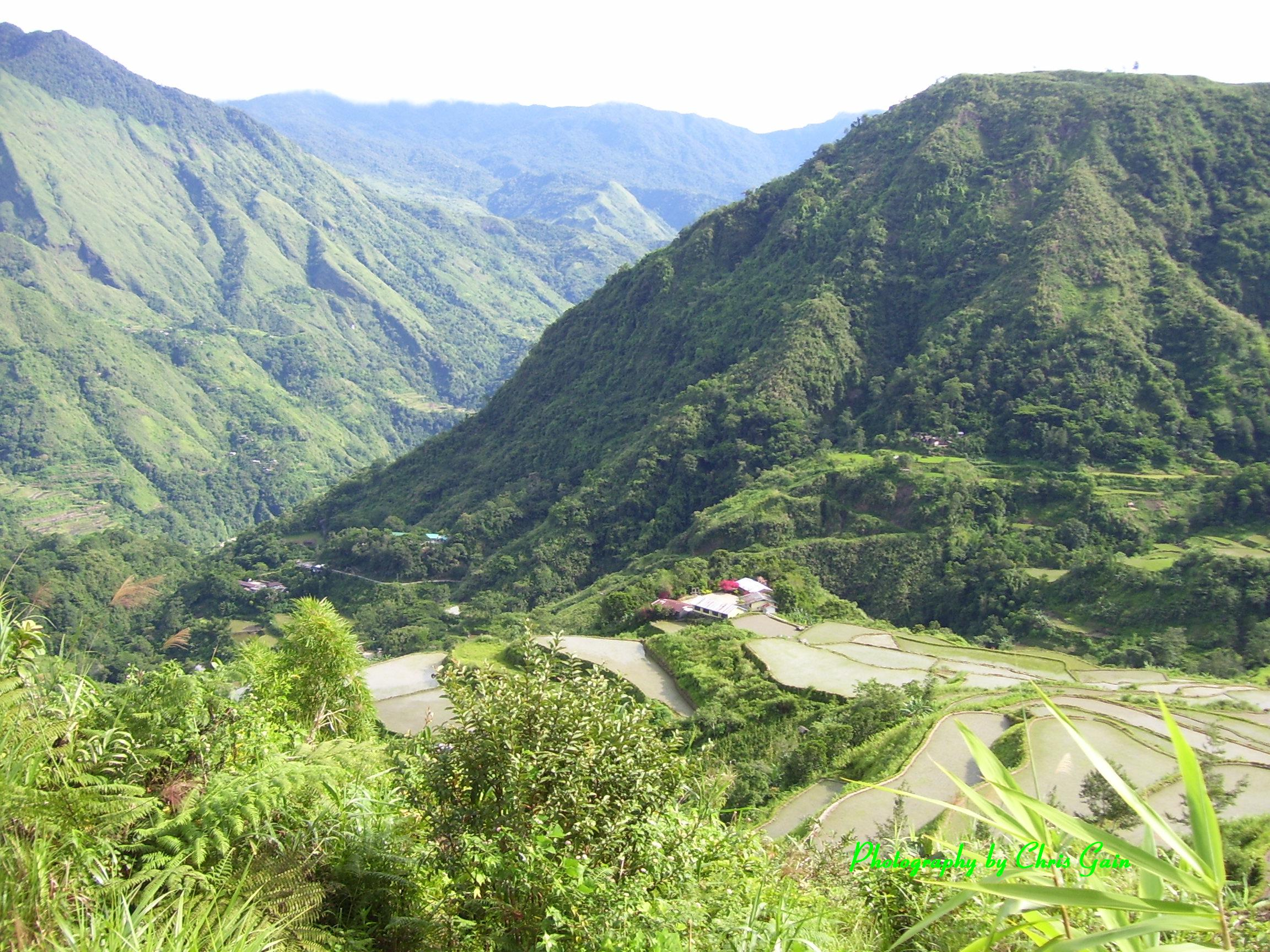
Parco nazionale Balbalasang-Balbalan

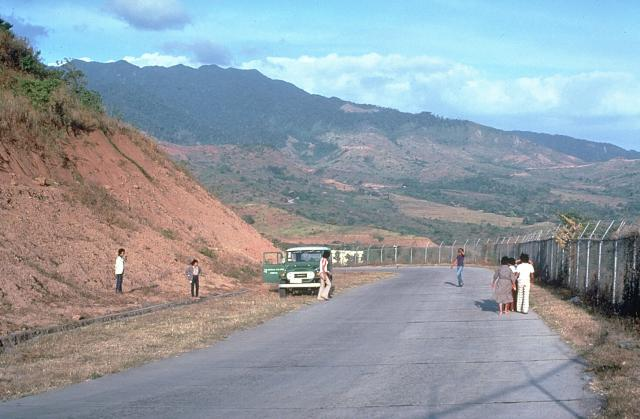
Parco nazionale di Bataan

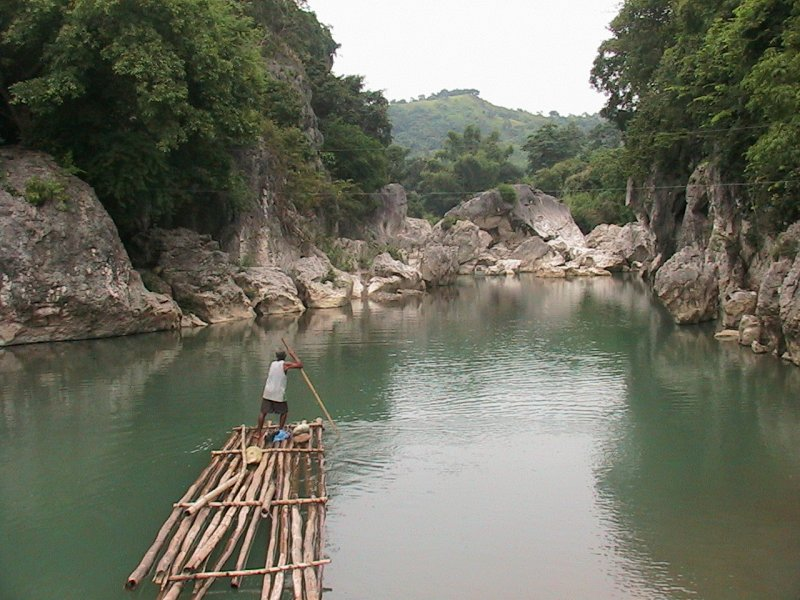
Parco nazionale di Biak-na-Bato

Parco nazionale Caramoan

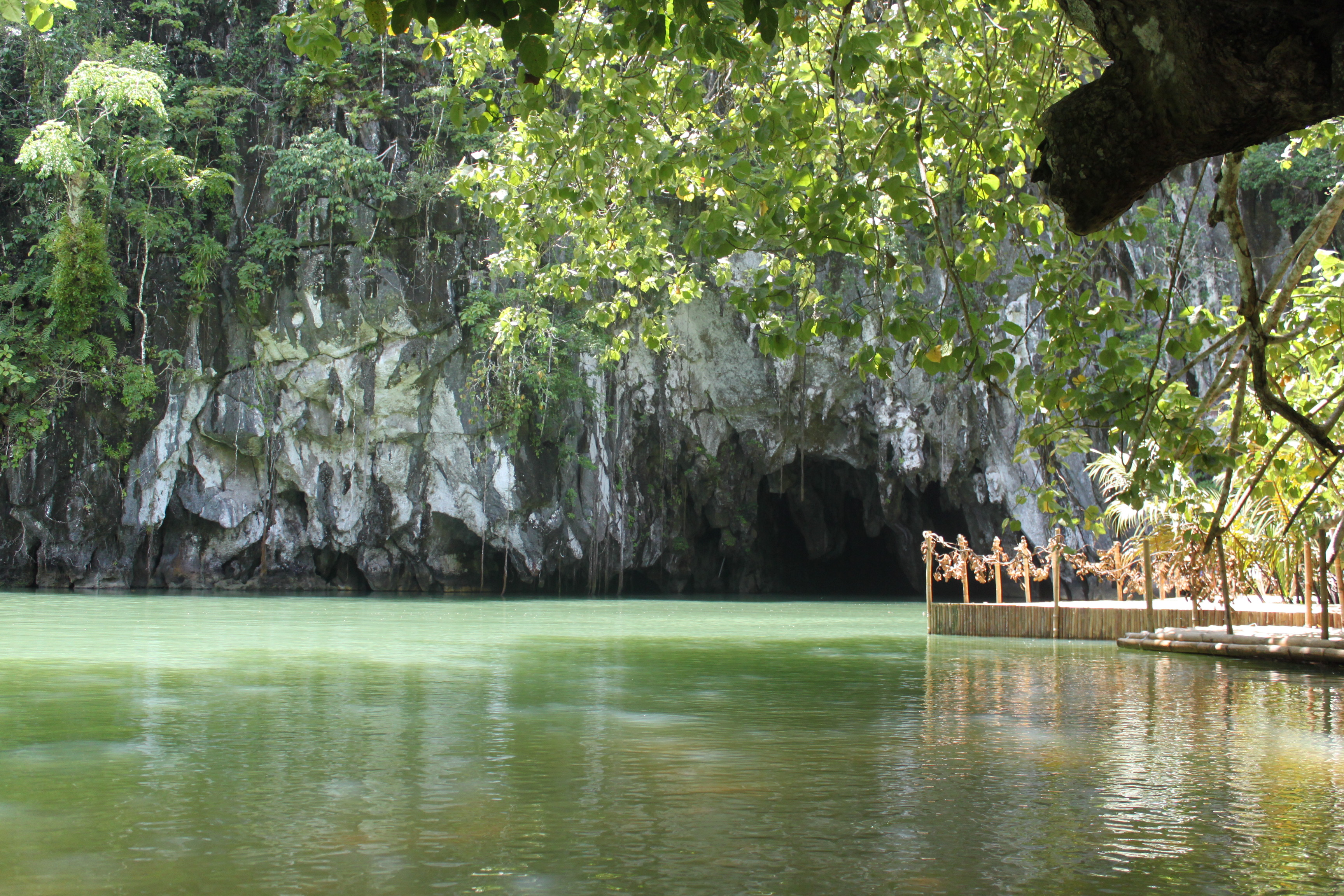
Parco nazionale del fiume sotterraneo di Puerto Princesa

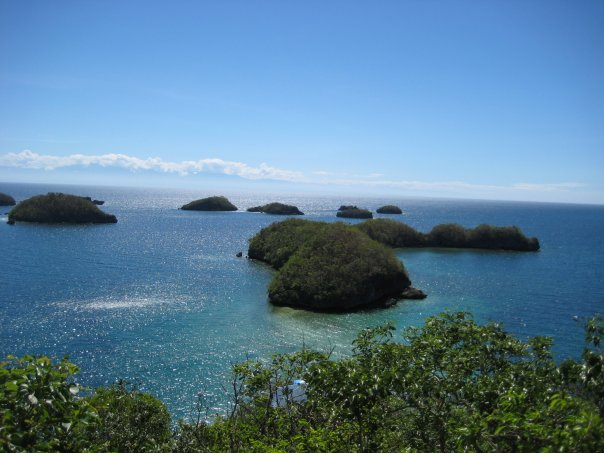
Parco nazionale delle Cento Isole

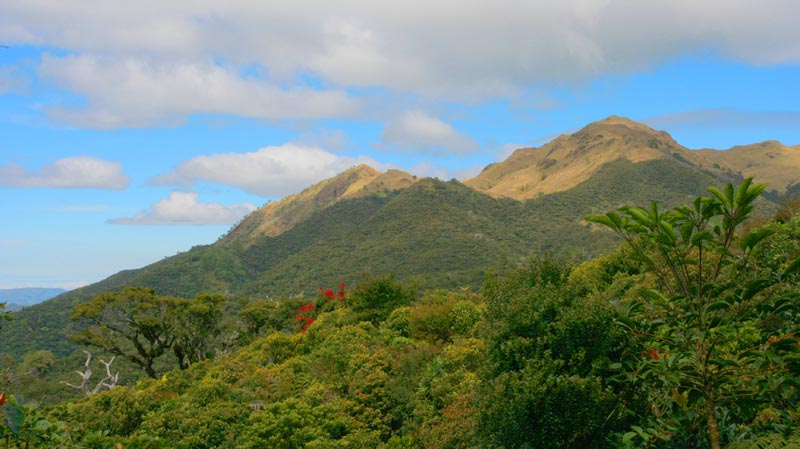
Parco nazionale del monte Pulog

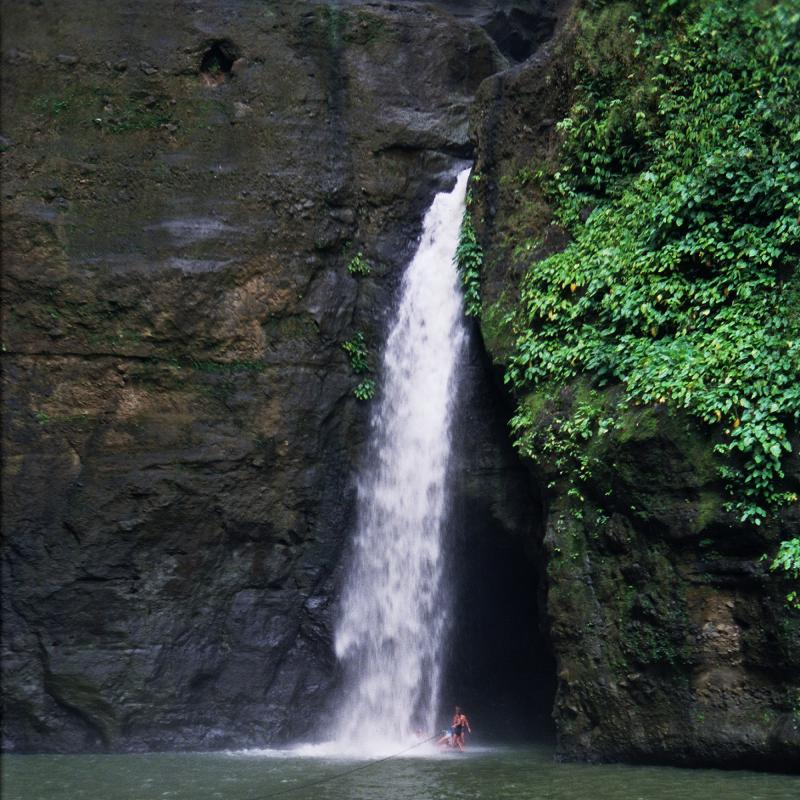
Parco nazionale Pagsanjan Gorge

| Nome                                                  | Ubicazione               | Istituzione    | Coordinate                   |
| ----------------------------------------------------- | ------------------------ | -------------- | ---------------------------- |
| Parco del memoriale di Aurora                         | Aurora-Nueva Ecija       | 1937-1941-1949 | 15°35′03.23″N 121°23′59.64″E |
| Parco nazionale di Balbalasang-Balbalan               | Kalinga                  | 1972           | 17°27′N 121°09′E             |
| Parco nazionale di Bangan Hill                        | Nueva Vizcaya            | 1995           | 16°28′59.99″N 121°09′00″E    |
| Parco nazionale di Bataan                             | Bataan                   | 1945           | 14°36′21.67″N 120°30′30.53″E |
| Parco nazionale di Biak-na-Bato                       | Bulacan                  | 1937           | 15°07′07.5″N 121°05′06.36″E  |
| Parco nazionale di Bulabog Putian                     | Iloilo                   | 1961           | 11°02′01.32″N 122°40′02.28″E |
| Parco nazionale di Caramoan                           | Camarines Sur            | 1938           | 13°46′49.3″N 123°52′48.72″E  |
| Parco nazionale Cassamata Hill                        | Abra                     | 1974           | 17°35′28.39″N 120°37′17.15″E |
| Parco nazionale della sorgente del Fuyot              | Isabela                  | 1938           | 17°12′40.18″N 122°00′55.98″E |
| Parco nazionale del fiume sotterraneo Puerto Princesa | Palawan                  | 1999           | 10°10′00.12″N 118°55′00.12″E |
| Parco nazionale termale di Guadalupe Mabugnao Mainit  | Cebu                     | 1972           | 10°08′00.85″N 123°36′00.32″E |
| Parco nazionale delle Cento Isole                     | Pangasinan               | 1940           | 16°12′01.8″N 120°02′15.47″E  |
| Parco nazionale Kuapnit Balinsasayao                  | Leyte                    | 1937           | 10°38′44.92″N 124°55′13.22″E |
| Parco nazionale del lago Butig                        | Lanao del Sur            | 1965           | 7°44′06.83″N 124°17′19.28″E  |
| Parco nazionale del lago Dapao                        | Lanao del Sur            | 1965           | 7°47′16.15″N 124°02′50.75″E  |
| Parco nazionale del lago di Naujan                    | Mindoro Orientale        | 1956           | 13°10′21.72″N 121°20′33.83″E |
| Parco nazionale del lago Pantuwaraya                  | Lanao del Sur            | 1965           | 8°01′59.99″N 124°16′00.01″E  |
| Parco nazionale del lago Paoay                        | Ilocos Norte             | 1969           | 18°07′16.1″N 120°32′11.54″E  |
| Parco nazionale Libmanan Caves                        | Camarines Sur            | 1934           | 13°39′N 122°48′E             |
| Parco nazionale MacArthur Landing                     | Leyte                    | 1977           | 11°10′19.45″N 125°00′44.78″E |
| Parco nazionale termale di Mado                       | Cotabato                 | 1939           | 7°13′00.01″N 124°15′00″E     |
| Parco nazionale Minalungao                            | Nueva Ecija              | 1967           | 15°18′26.57″N 121°08′32.64″E |
| Parco nazionale del Monte Arayat                      | Pampanga                 | 1933           | 15°12′13.43″N 120°43′45.3″E  |
| Parco nazionale del Monte Dajo                        | Sulu                     | 1938           | 6°00′46.55″N 121°03′12.89″E  |
| Parco nazionale del monte Data                        | Cordillera               | 1936           | 16°52′40.94″N 120°50′18.28″E |
| Parco nazionale del monte Pulog                       | Cordillera-Nueva Vizcaya | 1987           | 16°35′00.85″N 120°53′00.92″E |
| Parco nazionale dei monti Iglit-Baco                  | Mindoro Occidentale      | 1969           | 12°44′36.24″N 121°07′30.76″E |
| Parco nazionale Northern Luzon Heroes Hill            | Ilocos Sur               | 1963           | 17°29′10.1″N 120°27′10.98″E  |
| Parco nazionale Olongapo Naval Base Perimeter         | Zambales                 | 1968           | 14°49′36.66″N 120°17′09.56″E |
| Parco nazionale Pagsanjan Gorge                       | Laguna                   | 1939           | 14°16′00.01″N 121°28′59.99″E |
| Parco nazionale Rungkunan                             | Lanao del Sur            | 1965           | 8°03′39.6″N 124°24′11.45″E   |
| Parco nazionale Sacred Mountain                       | Lanao del Sur            | 1965           | 8°01′16.32″N 124°17′46.79″E  |
| Parco nazionale Salikata                              | Lanao del Sur            | 1965           | 7°52′13.66″N 124°21′31.64″E  |

## Parchi naturali

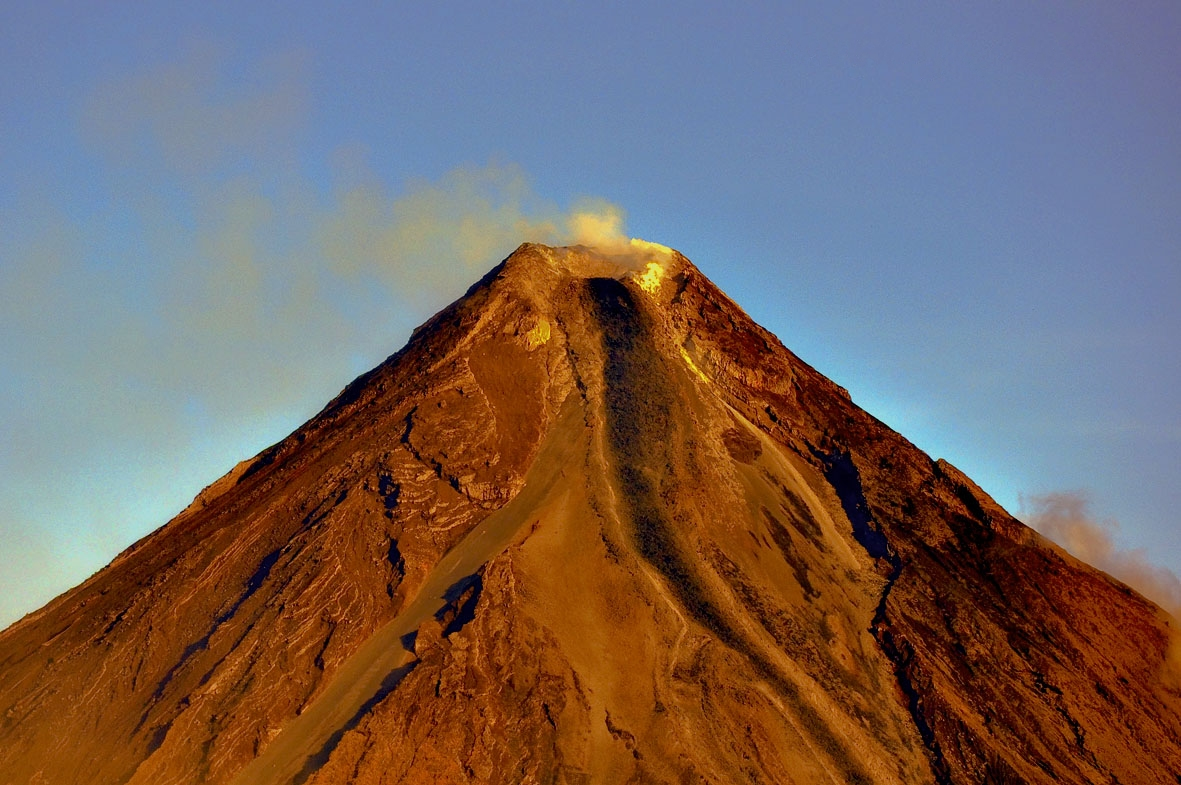
Parco naturale del vulcano Mayon

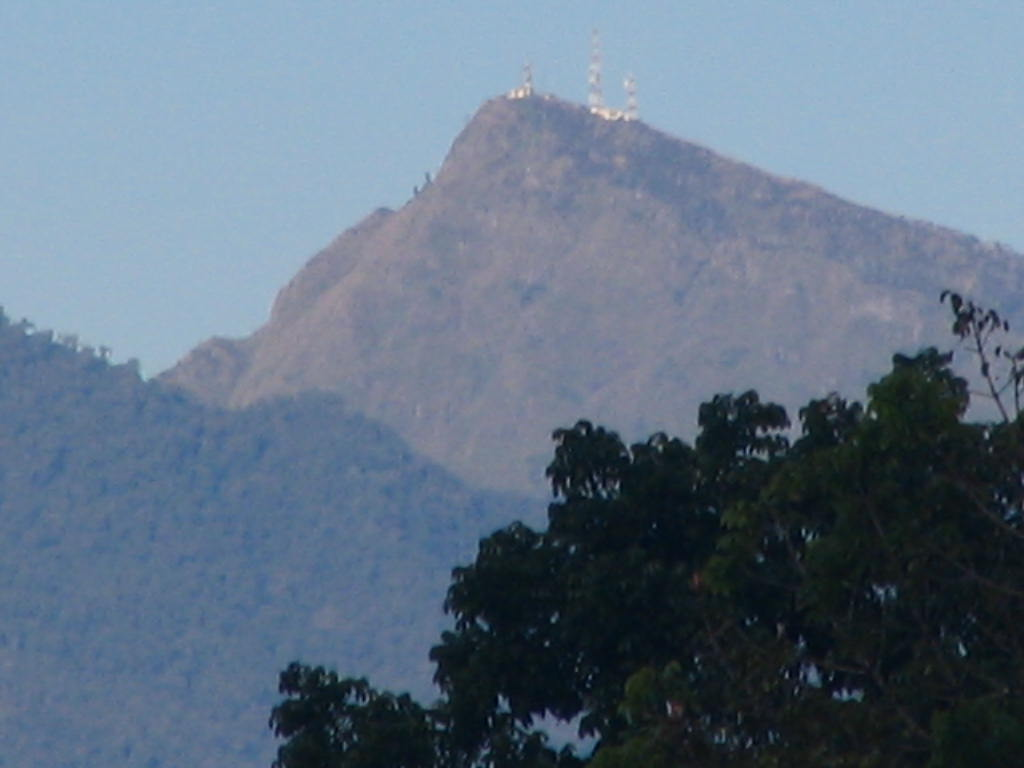
Parco naturale della catena del Monte Kitanglad

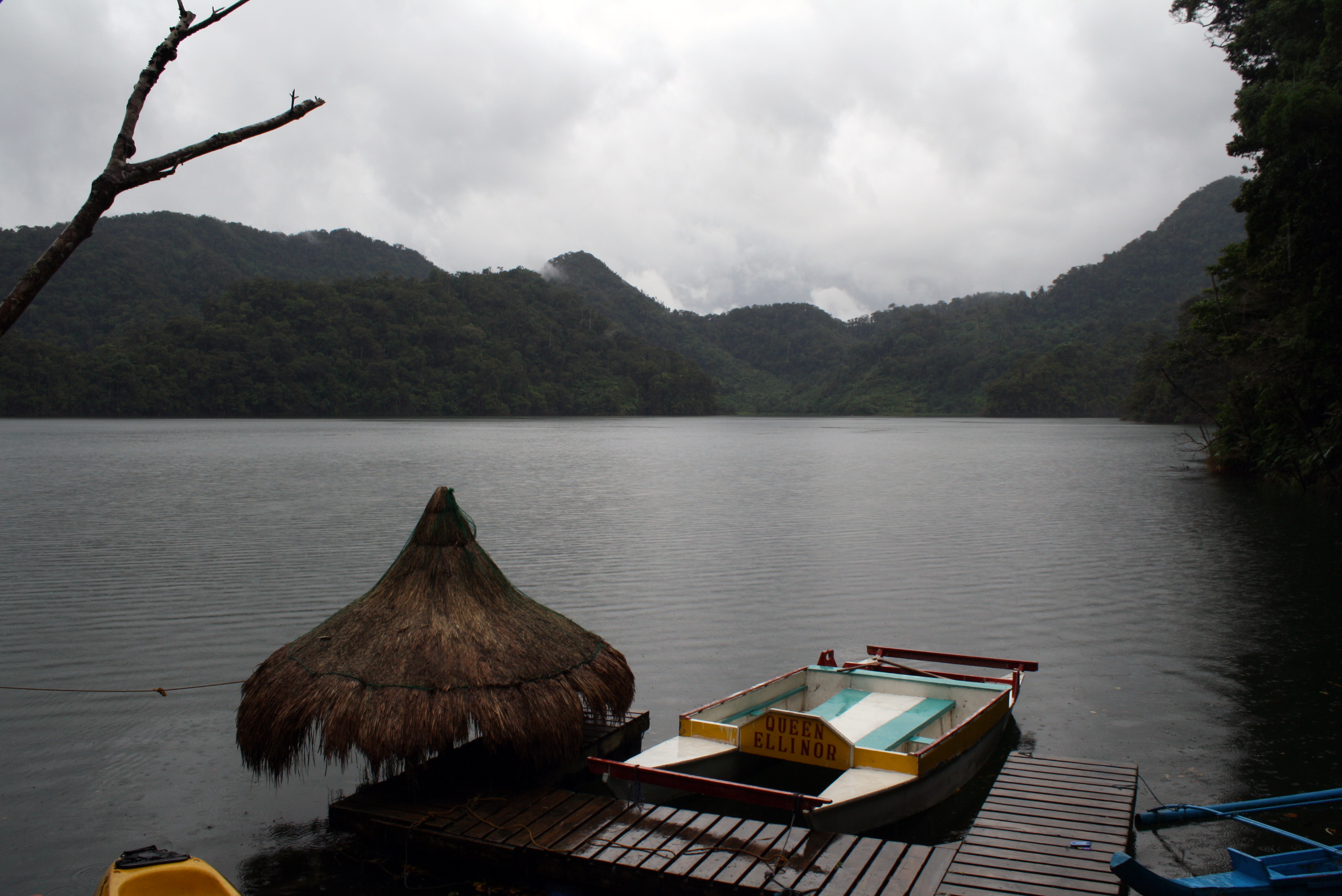
Parco naturale dei laghi gemelli di Balinsasayao

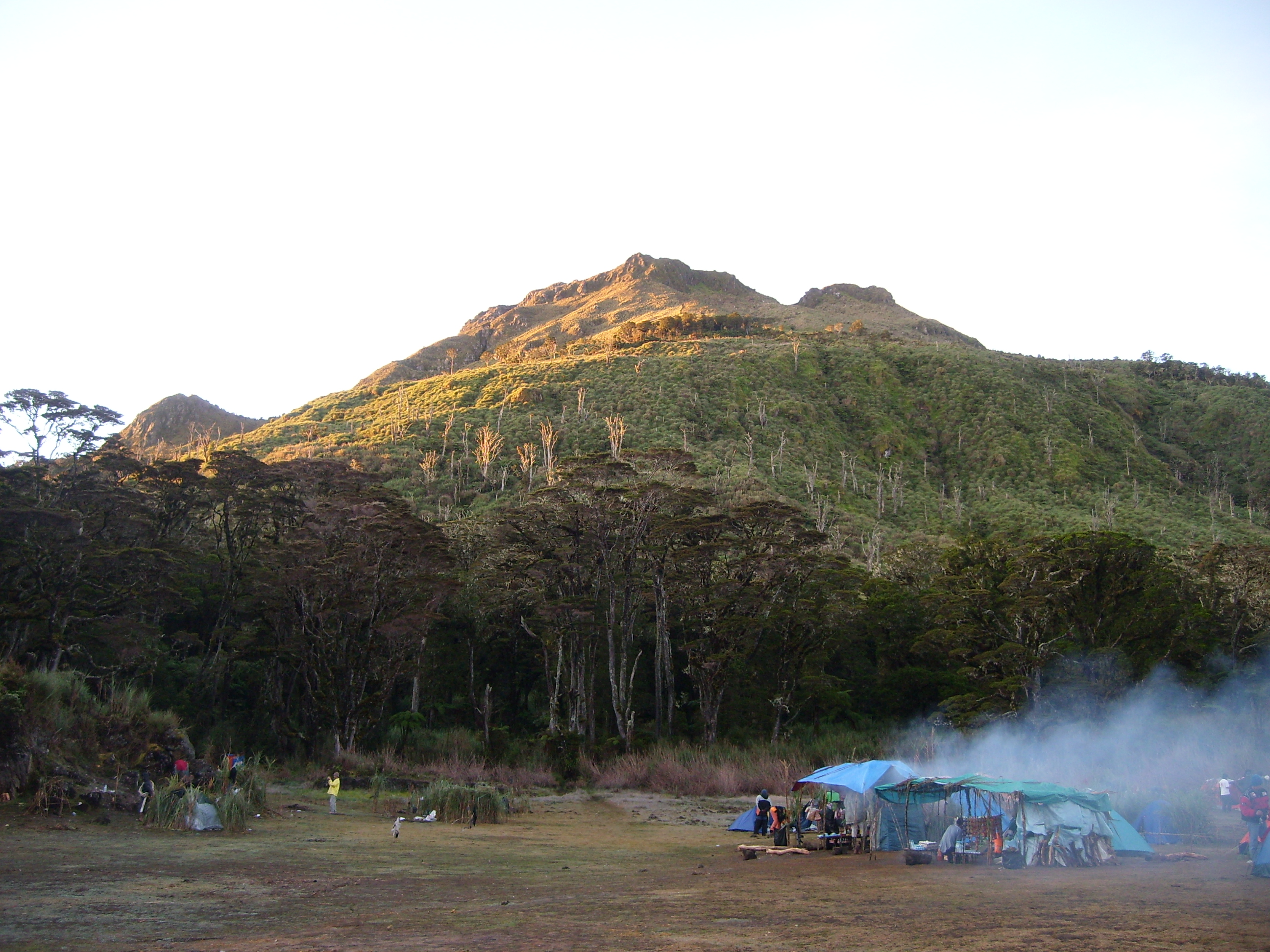
Parco naturale del monte Apo

| Nome                                                    | Ubicazione                        | Istituzione |
| ------------------------------------------------------- | --------------------------------- | ----------- |
| Parco naturale della barriera corallina di Apo          | Mindoro Occidentale               | 1996        |
| Parco naturale della barriera corallina di Tubbataha    | Palawan                           | 2006        |
| Parco naturale dei laghi gemelli di Balinsasayao        | Negros Oriental                   | 2000        |
| Parco naturale di Bicol                                 | Camarines Norte-Camarines Sur     | 2000        |
| Parco naturale di Bongsalay                             | Masbate                           | 2000        |
| Parco naturale del vulcano Bulusan                      | Sorsogon                          | 2000        |
| Parco naturale Kalbario-Patapat                         | Ilocos Norte                      | 2007        |
| Parco naturale del lago Danao                           | Leyte                             | 1998        |
| Parco naturale del vulcano Mahagnao                     | Leyte                             | 1998        |
| Parco naturale del vulcano Mayon                        | Albay                             | 2000        |
| Parco naturale del monte Apo                            | Davao del Sur-Cotabato            | 1996        |
| Parco naturale della catena del Monte Balatukan         | Misamis Oriental                  | 2007        |
| Parco naturale del monte Guiting-Guiting                | Romblon                           | 1996        |
| Parco naturale della catena del Monte Inayawan          | Lanao del Norte                   | 2007        |
| Parco naturale del Monte Isarog                         | Camarines Sur                     | 2002        |
| Parco naturale della catena del Monte Kalatungan        | Bukidnon                          | 2000        |
| Parco naturale del monte Kanla-on                       | Negros Occidental-Negros Oriental | 1997        |
| Parco naturale della catena del Monte Kitanglad         | Bukidnon                          | 1996        |
| Parco naturale del monte Malindang                      | Misamis Occidental                | 2002        |
| Parco naturale del Northern Negros                      | Negros Occidental                 | 2005        |
| Parco naturale della Sierra Madre settentrionale        | Isabela                           | 1997        |
| Parco naturale della penisola di Panay nord-occidentale | Aklan-Antique                     | 2002        |
| Parco naturale di Pasonanca                             | Zamboanga del Sur                 | 1999        |
| Parco naturale dell'isola di Samar                      | Visayas Orientale                 | 2003        |
| Parco naturale di Sibalom                               | Antique                           | 2000        |

## Monumenti naturali

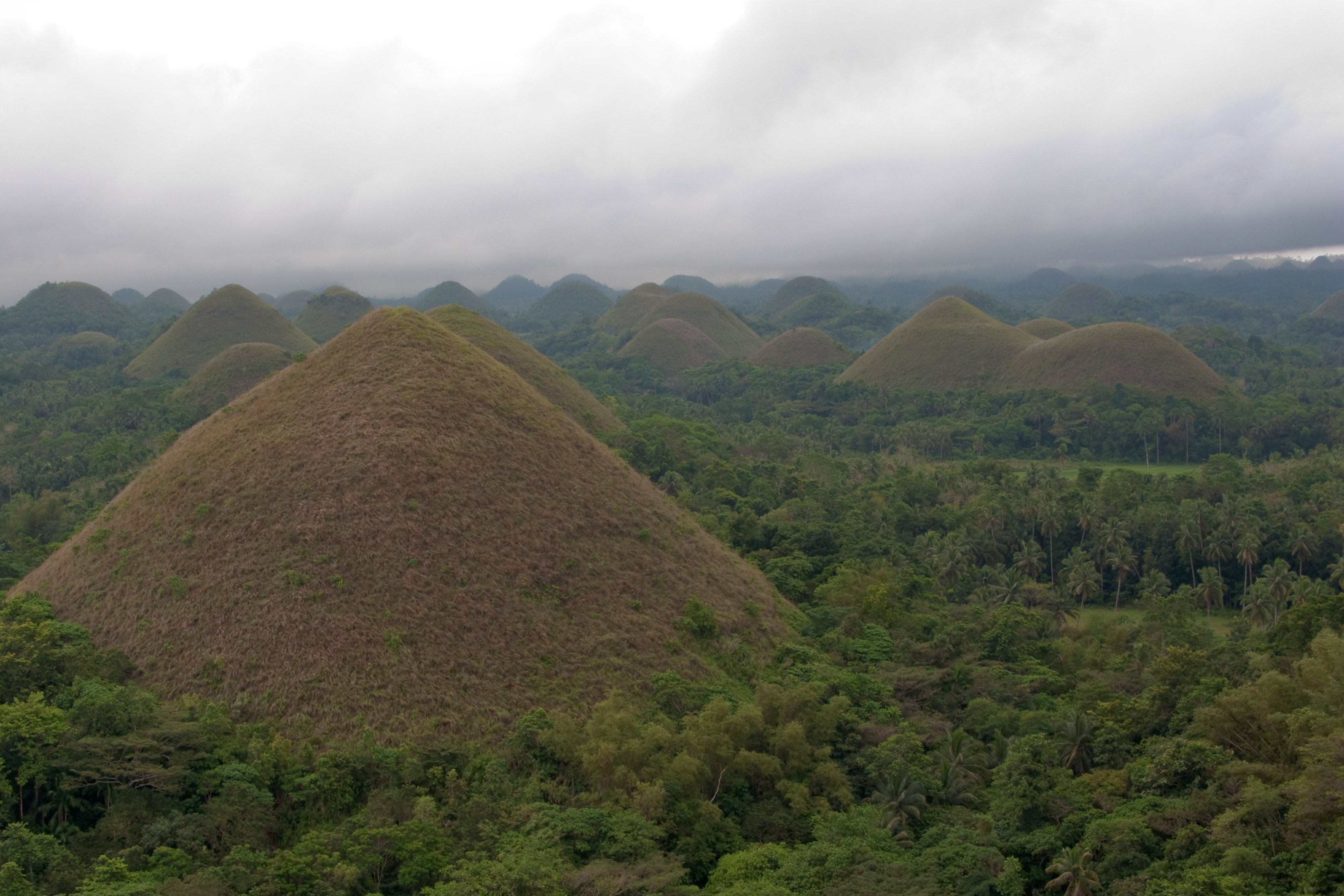
Le Chocolate Hills

| Nome                                     | Ubicazione        | Istituzione |
| ---------------------------------------- | ----------------- | ----------- |
| Monumento naturale Bessang Pass          | Ilocos Sur        | 2000        |
| Monumento naturale delle Chocolate Hills | Bohol             | 1997        |
| Monumento naturale Salinas               | Nueva Vizcaya     | 2000        |
| Monumento naturale Timpoong-Hibok-hibok  | Isola di Camiguin | 2004        |

## Aree paesaggistiche protette

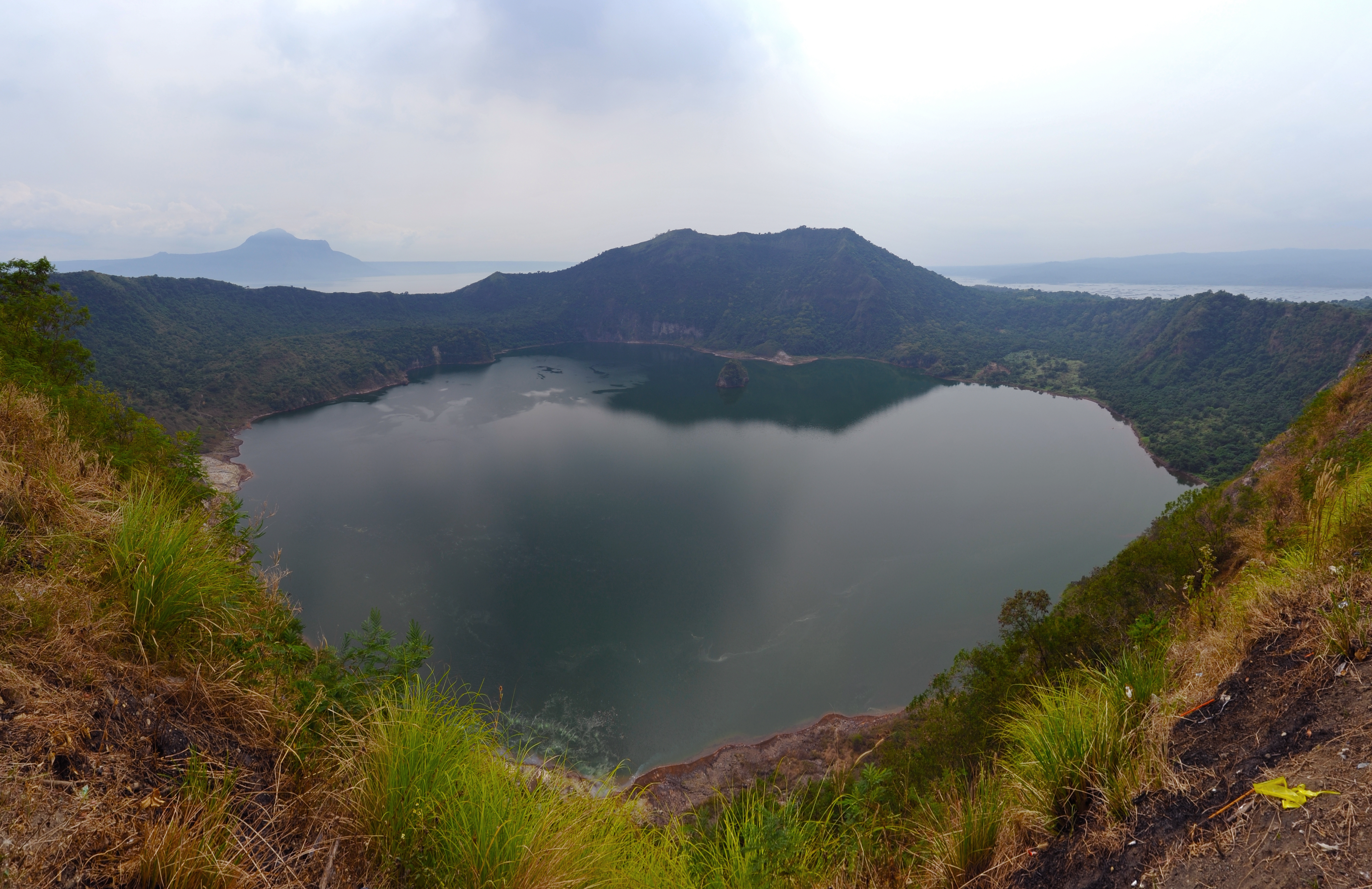
Area paesaggistica protetta del vulcano Taal

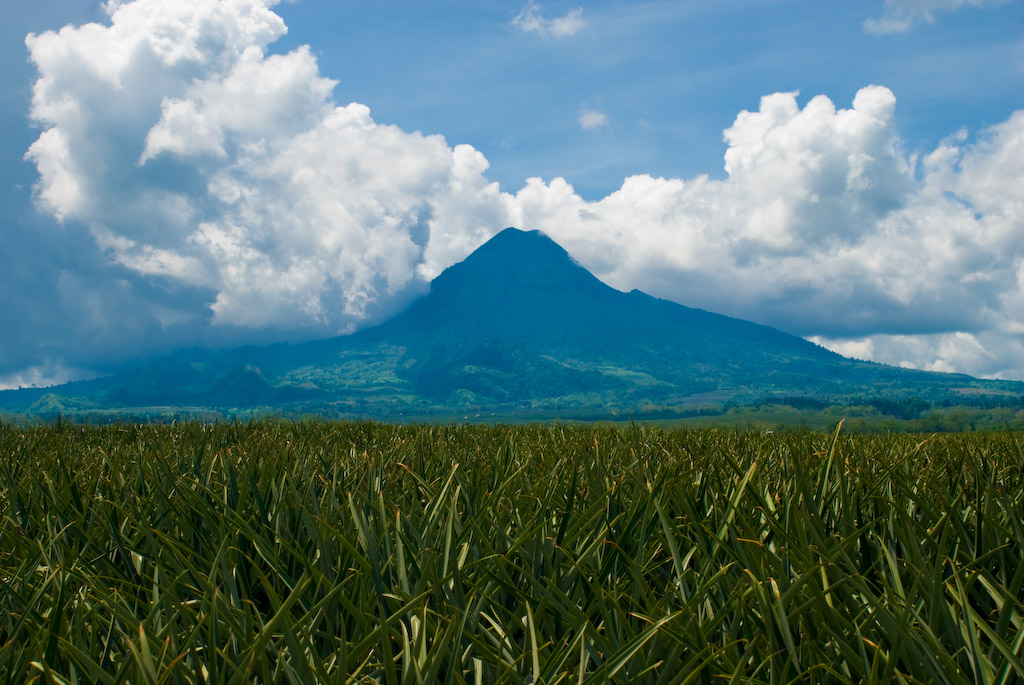
Area paesaggistica protetta del monte Matutum

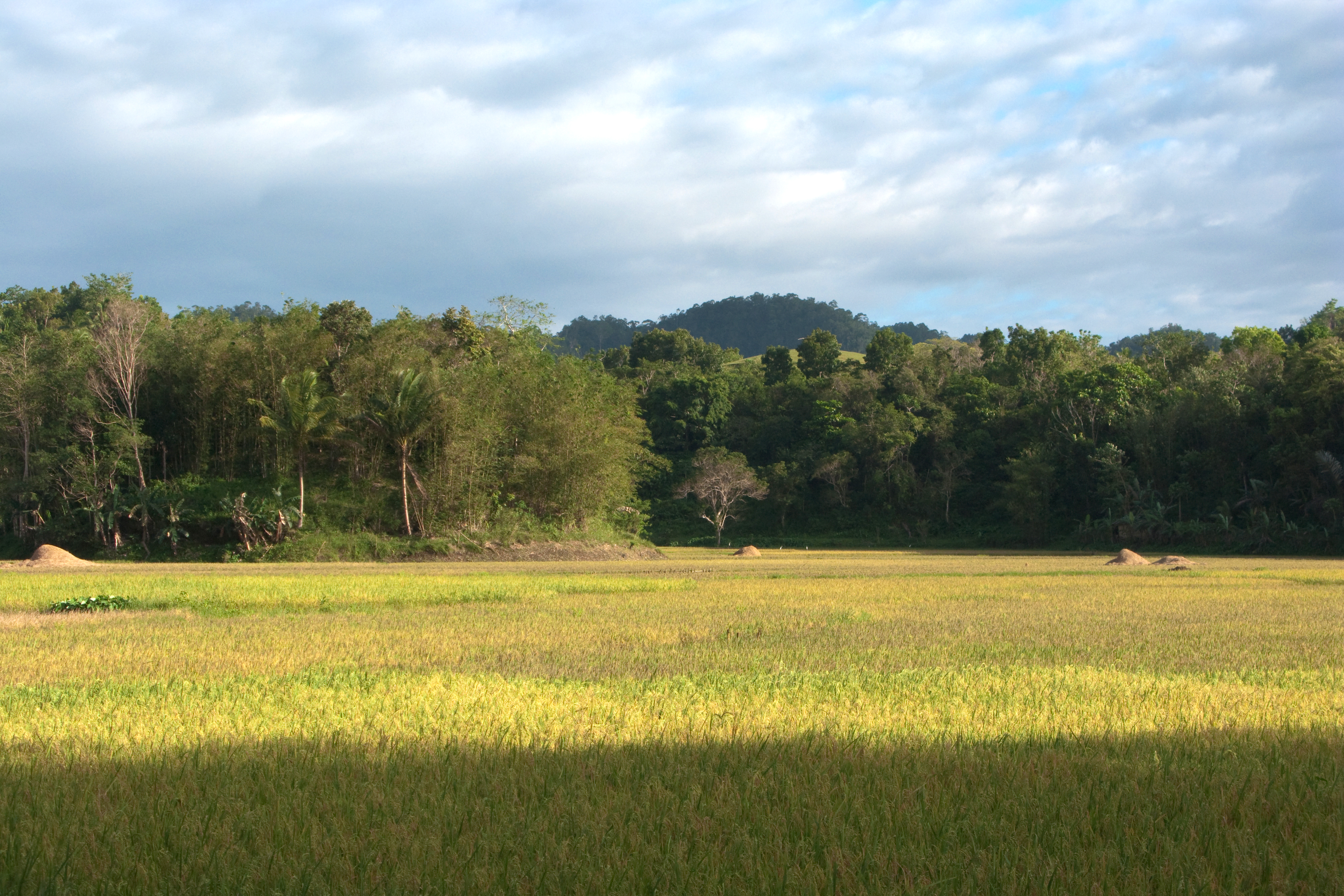
Area paesaggistica protetta di Rajah Sikatuna

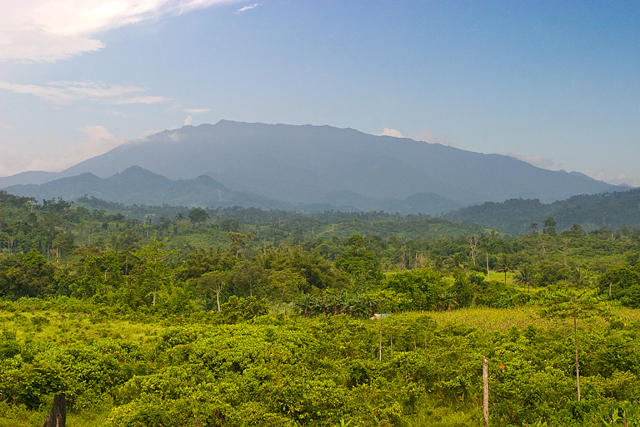
Area paesaggistica protetta del monte Mantalingajan

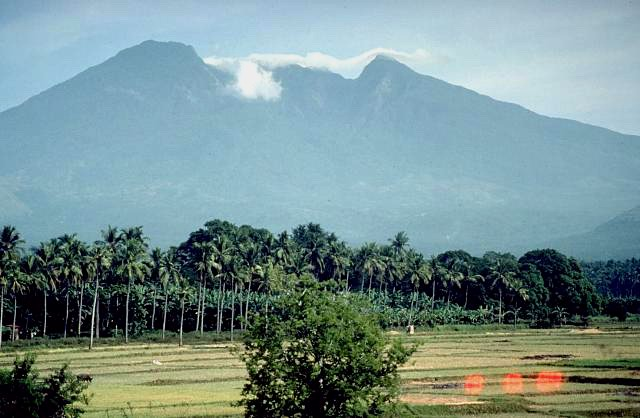
Area paesaggistica protetta del monte Banahaw

| Nome                                                              | Ubicazione                       | Istituzione |
| ----------------------------------------------------------------- | -------------------------------- | ----------- |
| Area paesaggistica protetta di Aliwagwag                          | Davao Oriental-Compostela Valley | 2011        |
| Area paesaggistica protetta del fiume Amro                        | Aurora                           | 2000        |
| Area paesaggistica protetta di Baganga                            | Davao Oriental                   | 2000        |
| Area paesaggistica protetta di Bigbiga                            | Ilocos Sur                       | 2000        |
| Area paesaggistica protetta di Buenavista                         | Quezon                           | 2000        |
| Area paesaggistica protetta di Calbayog-Pan-as-Hayiban            | Samar                            | 1998        |
| Area paesaggistica protetta di Casecnan                           | Valle di Cagayan-Aurora          | 2000        |
| Area paesaggistica protetta di Central Cebu                       | Cebu                             | 2003        |
| Area paesaggistica protetta del fiume Dinadiawan                  | Aurora                           | 2000        |
| Area paesaggistica protetta di Hinulugang Taktak                  | Rizal                            | 2000        |
| Area paesaggistica protetta del memoriale di José Rizal           | Zamboanga del Norte              | 2000        |
| Area paesaggistica protetta di Libunao                            | Ilocos Sur                       | 2000        |
| Area paesaggistica protetta di Lidlidda                           | Ilocos Sur                       | 2000        |
| Area paesaggistica protetta di Magapit                            | Valle di Cagayan                 | 2000        |
| Area paesaggistica protetta delle sorgenti termali di Mainit      | Compostela Valley                | 2000        |
| Area paesaggistica protetta delle sorgenti di Manleluag           | Pangasinan                       | 2004        |
| Area paesaggistica protetta di Mati                               | Davao Oriental                   | 2005        |
| Area paesaggistica protetta delle sorgenti di Maulawin            | Quezon                           | 2000        |
| Area paesaggistica protetta di Mimbilisan                         | Misamis Oriental                 | 1999        |
| Area paesaggistica protetta dei monti Banahaw-San Cristobal       | Quezon-Laguna                    | 2009        |
| Area paesaggistica protetta del monte Mantalingajan               | Palawan                          | 2009        |
| Area paesaggistica protetta del monte Matutum                     | South Cotabato                   | 1995        |
| Area paesaggistica protetta dei monti Palay-Palay–Mataas-na-Gulod | Cavite-Batangas                  | 2007        |
| Area paesaggistica protetta del monte Timolan                     | Zamboanga del Sur                | 2000        |
| Area paesaggistica protetta delle grotte di Pamitinan             | Rizal                            | 1996        |
| Area paesaggistica protetta di Quezon                             | Quezon                           | 2003        |
| Area paesaggistica protetta di Quirino                            | Quirino                          | 2005        |
| Area paesaggistica protetta di Rajah Sikatuna                     | Bohol                            | 2000        |
| Area paesaggistica protetta di Roosevelt                          | Bataan                           | 2000        |
| Area paesaggistica protetta di Santa Lucia                        | Ilocos Sur                       | 2000        |
| Area paesaggistica protetta di Simbahan-Talagas                   | Aurora                           | 2000        |
| Area paesaggistica protetta del vulcano Taal                      | Batangas                         | 1996        |
| Area paesaggistica protetta di Talaytay                           | Aurora                           | 2000        |
| Area paesaggistica protetta del bacino del fiume Marikina         | Rizal                            | 2011        |

## Bandite di caccia e Oasi avifaunistiche

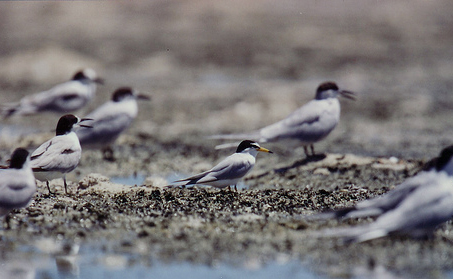
Oasi avifaunistica dell'isola di Olango

| Nome                                                         | Ubicazione | Istituzione |
| ------------------------------------------------------------ | ---------- | ----------- |
| Bandita di caccia e oasi avifaunistica dell'isola di Calauit | Palawan    | 1976        |
| Bandita di caccia e oasi avifaunistica del lago Buluan       | Cotabato   | 2006        |
| Bandita di caccia e oasi avifaunistica del lago Malimanga    | Zambales   | 1980        |
| Oasi avifaunistica dell'isola di Olango                      | Cebu       | 1992        |
| Bandita di caccia e oasi avifaunistica di Palawan            | Palawan    | 1967        |

## Riserve marine

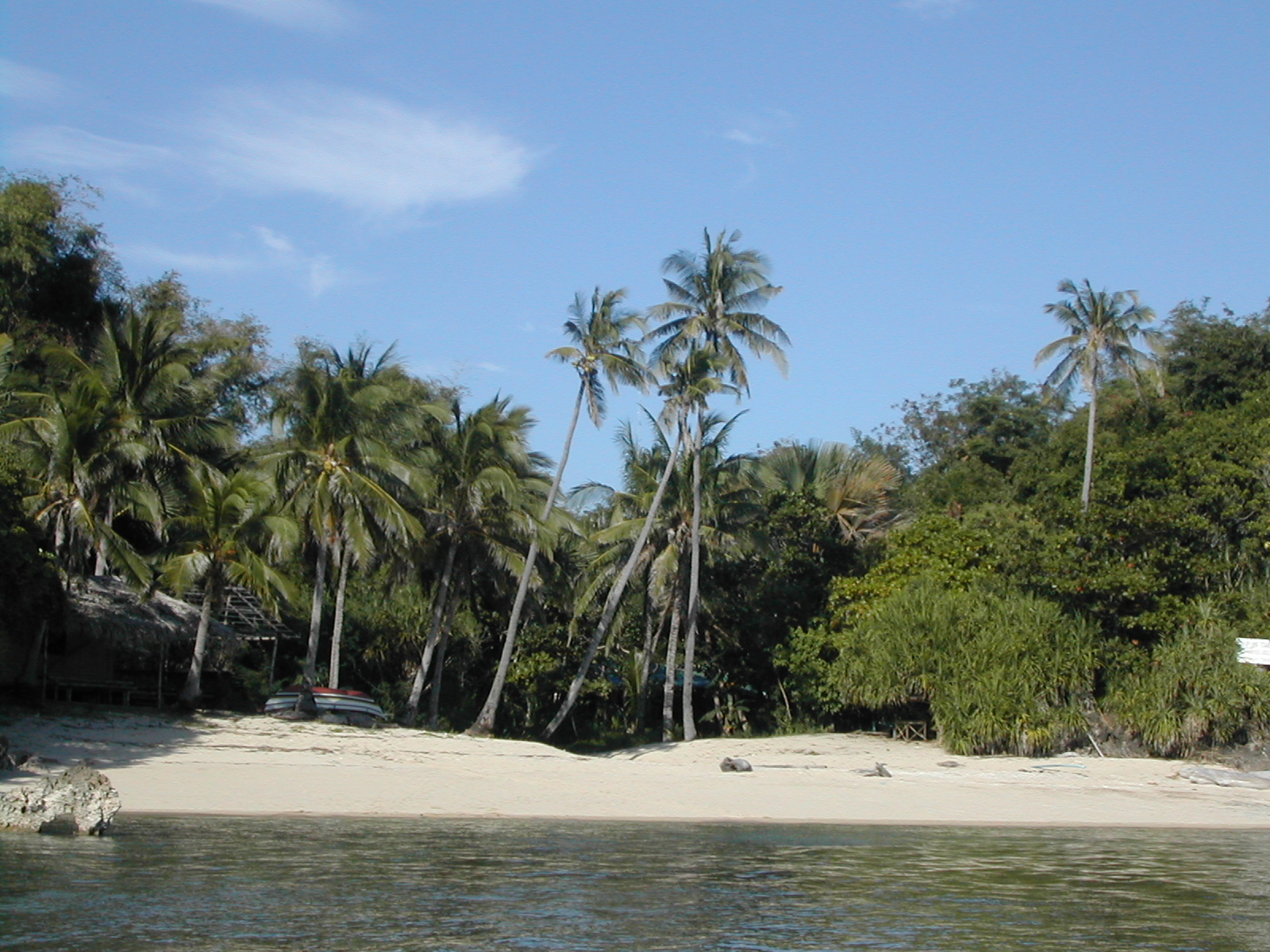
Riserva marina nazionale dell'isola di Taklong

| Nome                                           | Ubicazione        | Istituzione |
| ---------------------------------------------- | ----------------- | ----------- |
| Riserva marina di Masinloc e Oyon Bay          | Zambales          | 1993        |
| Riserva marina dell'isola di Palaui            | Cagayan           | 1994        |
| Riserva marina di Sagay                        | Negros Occidental | 2001        |
| Riserva marina nazionale dell'isola di Taklong | Guimaras          | 1990        |

## Riserve forestali di bacini idrografici
| Nome                                                                     | Ubicazione        | Istituzione |
| ------------------------------------------------------------------------ | ----------------- | ----------- |
| Riserva forestale del bacino idrografico del fiume Dingalan              | Aurora            | 1992        |
| Riserva forestale del bacino idrografico di Dibalo-Pingit-Zabali-Malayat | Aurora            | 1992        |
| Riserva forestale del bacino idrografico del fiume Bago                  | Negros Occidental | 1990        |

## Oasi naturalistiche

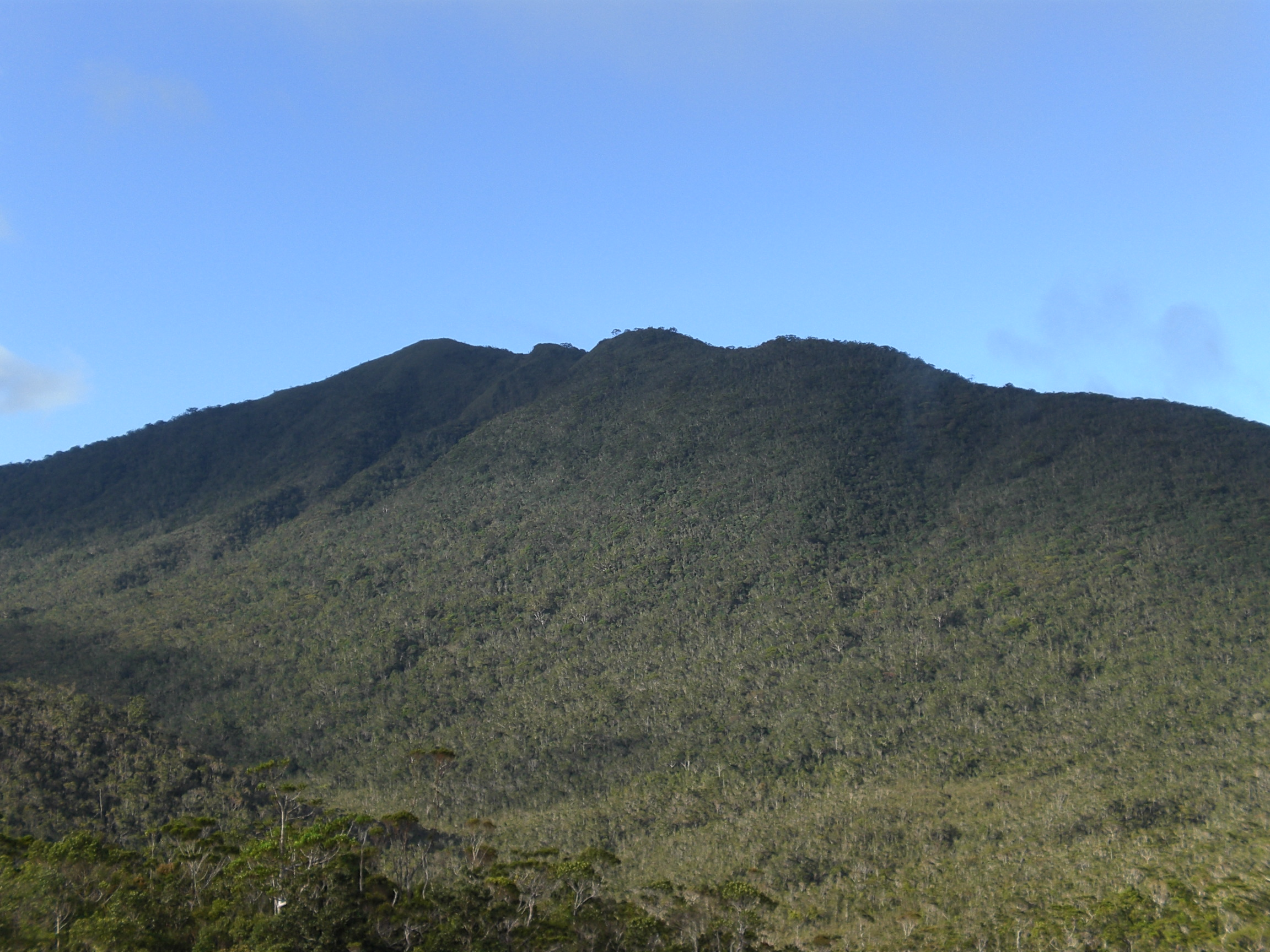
Oasi naturalistica del monte Hamiguitan

| Nome                                                 | Ubicazione          | Istituzione |
| ---------------------------------------------------- | ------------------- | ----------- |
| Oasi naturalistica della palude di Agusan            | Agusan del Sur      | 1996        |
| Oasi naturalistica di Masbate                        | Chico Island        | 2000        |
| Oasi naturalistica di Marinduque                     | Marinduque          | 2004        |
| Oasi naturalistica del monte Calavite                | Mindoro Occidentale | 2000        |
| Oasi naturalistica della catena del monte Hamiguitan | Davao Oriental      | 2004        |
| Oasi naturalistica dell'isola di Naro                | Masbate             | 2000        |
| Oasi naturalistica dell'isola di Rasa                | Palawan             | 2006        |
| Oasi naturalistica delle Turtle Islands              | Tawi-Tawi           | 1999        |

## Zone umide categorizzate comesiti Ramsar
Le Filippine ospitano inoltre sei zone umide facenti parte della cosiddetta lista dei siti Ramsar compilata in accordo con la Convenzione di Ramsar del 1971 e alla quale lo Stato asiatico ha aderito nel 1994: alcune di queste rientrano già nelle varie categoria sopra descritte e aggiungono la definizione di siti Ramsar. A giugno 2015 la lista delle zone umide delle Filippine contiene i sei seguenti siti:

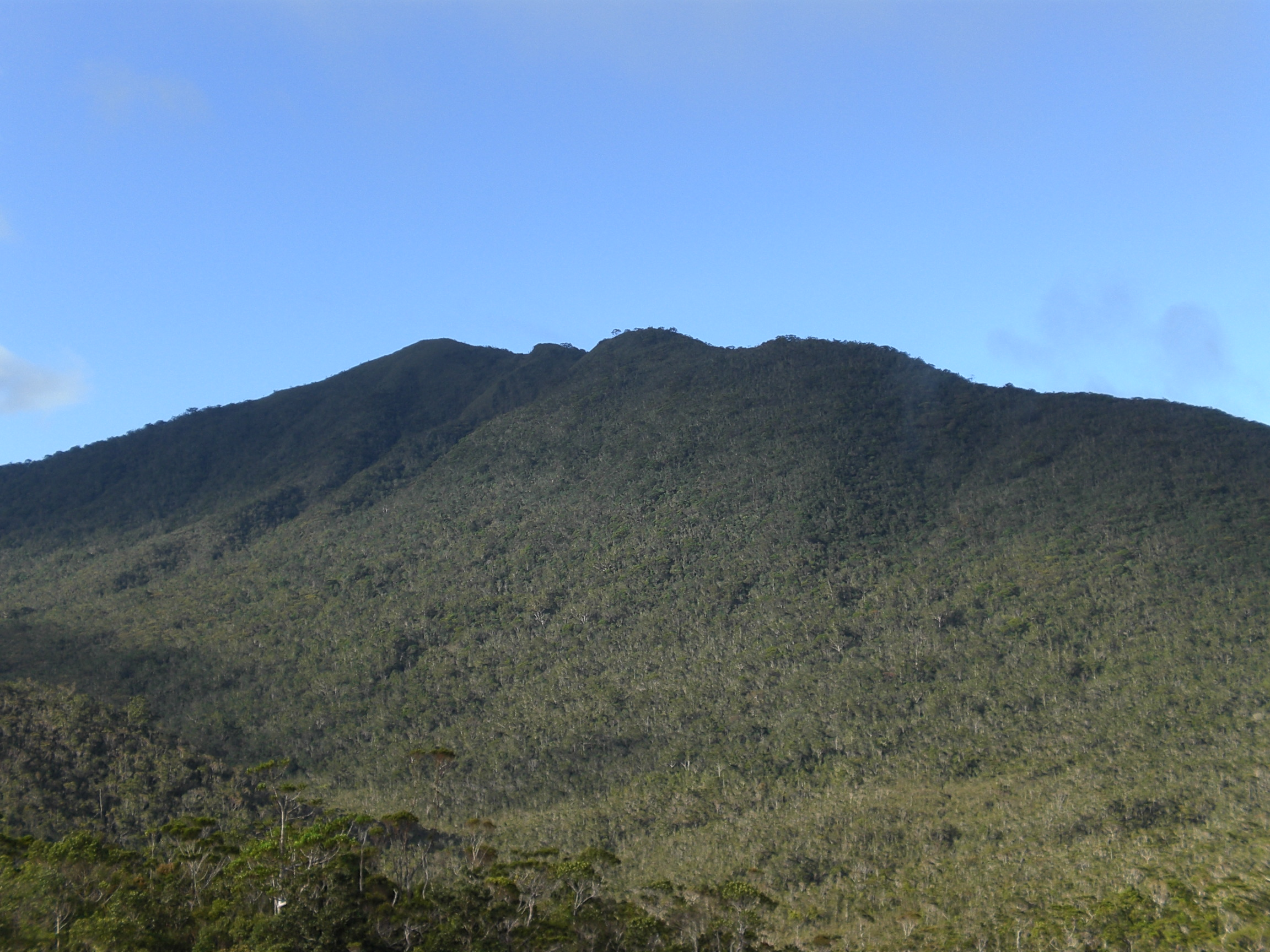
Oasi naturalistica del monte Hamiguitan

| Nome                                                     | Ubicazione          | Istituzione |
| -------------------------------------------------------- | ------------------- | ----------- |
| Oasi naturalistica della palude di Agusan                | Agusan del Sur      | 1999        |
| Critical area e zona ecoturistica di Las Piñas-Parañaque | Manila              | 2013        |
| Parco nazionale del lago di Naujan                       | Mindoro Orientale   | 1999        |
| Parco nazionale del fiume sotterraneo di Puerto Princesa | Mindoro Occidentale | 2012        |
| Parco naturale della barriera corallina di Tubbataha     | Davao Oriental      | 1999        |